# انجمن نویسندگان کره
انجمن نویسندگان کره (Writers Association of Korea)، انجمنی است که توسط نویسندگان کره جنوبی برای ترویج ادبیات کره ای و حمایت از نویسندگان کره ای تشکیل شده‌است.

## تاریخ
در ۱۸ نوامبر ۱۹۷۴، شورای نویسندگان توسط تعدادی از نویسندگان از جمله کو اون برای حمایت از حقوق نویسندگان تأسیس شد و کمپینی را برای آزادی شاعر کیم جی- آغاز کرد. در سال ۱۹۸۷، این گروه به انجمن نویسندگان ادبیات ملی تبدیل شد و سپس در سال ۲۰۰۷ به انجمن نویسندگان کره تغییر نام داد.
حدود ۲۰۰ عضو دارد. ۵ بخش رمان، شعر، شعر، ادبیات کودک و نقد وجود دارد. دفتر در ساختمان Yonghyeon، 50-1 Yonggang -dong , Mapo-gu، سئول واقع شده‌است.
روسای گذشته لی سی یونگ، Gu Jungseo و جونگ هوی سونگ هستند.